# Delek US
Delek US (en hebreu: קבוצת דלק) és una empresa petroliera israeliana, que va ser fundada el 1951. El grup Delek és un conglomerat i una de les majors companyies d'Israel, el seu propietari majoritari és el multimilionari Yitzhak Tshuva. El grup Delek ha invertit en la construcció de plantes dessalinitzadores d'aigua potable i en centrals d'energia elèctrica. Les empreses filials del grup Delek cotitzen a la Borsa de Tel-Aviv.